# Boot Camp (mjukvara)
Boot Camp är en uppsättning mjukvara från Apple som gör det möjligt att förutom Mac OS även starta operativsystemen Windows XP (endast 32-bit), Windows Vista (32-bit samt 64-bit) eller Windows 7 (32-bit samt 64-bit) på en Macintosh-dator med Intel-processor.
Boot Camp innehåller ett program som körs i Mac OS X och som låter användaren partitionera hårddisken utan att förstöra data. Programmet skapar också en CD med drivrutiner som behövs för att kunna använda en del Apple-hårdvara i Microsoft Windows, exempelvis Apple Mighty Mouse och trådlösa tangentbord som använder bluetooth. Till skillnad från lösningar som bygger på virtualisering måste man starta om datorn för att byta operativsystem. Boot Camp har tidigare kunnat köras som betaversion under Mac OS X 10.4 Tiger, men släpptes 26 oktober 2007 i skarp version som en integrerad del av Mac OS X 10.5 Leopard.